# Paral
Se llama paral al trozo de madera a modo de picadero sobre el cual junto a otros iguales se varan y hacen correr las embarcaciones en las playas. 
Para ello, se hacen arrastrar o rozar la quilla por encima, lo que las diferencia del llamado rollete o rodete sobre los que se ruedan en el mismo caso. Algunos lo llaman parel, otros varal y otros fila pero esta última voz se refiere más bien al madero untado de sebo en su cara superior para que sobre él y otros iguales corra la embarcación.